# Jusos
La Communauté de travail des jeunes socialistes au sein du SPD (Arbeitsgemeinschaft der Jungsozialistinnen und Jungsozialisten in der SPD), dite les Jusos, est l’organisation de jeunesse du Parti social-démocrate d’Allemagne (SPD), fondée en 1946. 
Elle a environ 70 000 membres, comprenant tous les adhérents du SPD âgés de moins de trente-cinq ans et des membres propres.
Le mouvement se réclame du socialisme et est depuis les années 1960 nettement plus orienté à gauche que le reste du SPD. Il est affilié à l’Union internationale de la jeunesse socialiste (IUSY) et aux Jeunes Socialistes européens (Ecosy).

## Liste des présidents
- 2001-2004 : Niels Annen
- 2004-2007 : Björn Böhning
- 2007-2010 : Franziska Drohsel
- 2010-2013 : Sascha Vogt
- 2013-2017 : Johanna Uekermann
- 2017-2021 : Kevin Kühnert
- depuis 2021 : Jessica Rosenthal